# غور (لاعب كريكت)
غور (1790 بإنجلترا في المملكة المتحدة - ) (بالإنجليزية: Gore)‏ هو لاعب كريكت بريطاني. لعب مع نادي مارليبون للكريكت ‏.